# Penthe similis
Penthe similis es una especie de coleóptero de la familia Tetratomidae.

## Distribución geográfica
Habita en Birmania.